# 1810-talet

1814 bildas den svensk-norska unionen.

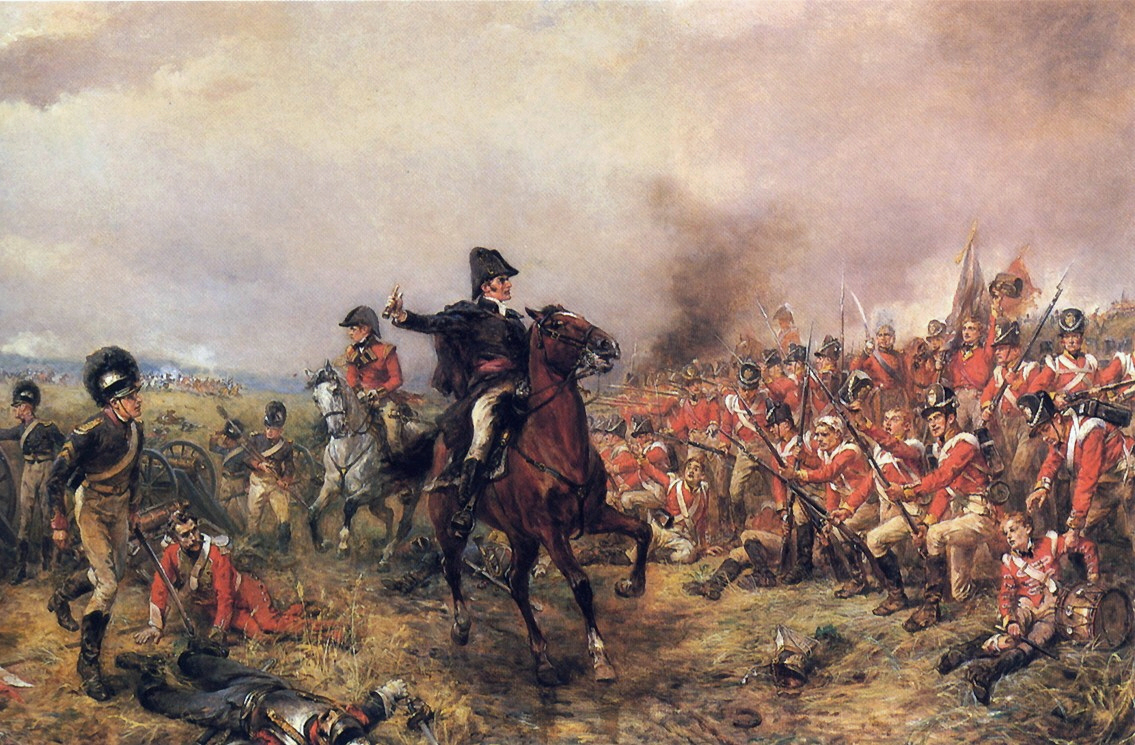
Slaget vid Waterloo utkämpas 1815.

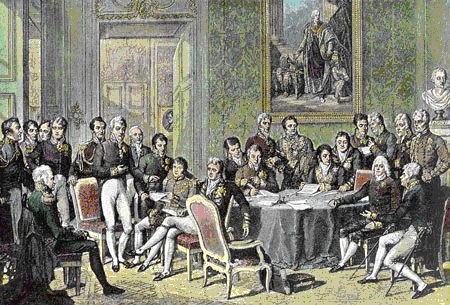
På Wienkongressen 1814-1815 försöker man återställa den gamla ordningen efter napoleonkrigen.

## Händelser
- 1810 - Den nyvalde svenske kronprinsen Karl August dör av slaganfall på Kvidinge hed i Skåne. Löjtnanten Carl Otto Mörner beger sig strax därpå till Frankrike och erbjuder den franske marskalken Jean Baptiste Bernadotte att bli ny svensk kronprins.
- 1810 - Under en riksdag i Örebro väljs Bernadotte till ny svensk kronprins. Han inleder snart förberedelser för att erövra Norge från Danmark.
- 1812 - Napoleon låter med sin Grande Armée på 600 000 man invadera Ryssland i juni. Fälttåget tar dock längre tid än beräknat och fransmännen blir besegrade av den ryska vintern. Efter att ha bränt Moskvas förstäder tvingas den franska armén till återtåg.
- 1813 - Österrikes utrikesminister kräver av Napoleon att Frankrikes gränser ska återställas till hur de såg ut 1789, annars ämnar Österrike förklara Frankrike krig.
- 1814 - Efter att Napoleon har blivit besegrad vid Leipzig förs kriget in på fransk mark. Frankrikes fiender intar Paris i april och Napoleon tvingas abdikera. Därmed återkommer bourbonnerna till makten och Ludvig XVIII blir Frankrikes kung.
- 1814 - Den så kallade Wienkongressen inleds, för att återskapa freden och den gamla ordningen i Europa.
- 1815 - Under Wienkongressen återkommer Napoleon i mars till Frankrike efter elva månader som fånge på medelhavsön Elba. Han lyckas snabbt uppbåda starkt folkligt stöd och samlar ihop en ny armé med mängder av frivilliga.
- 1815 - Den pressiske generalen Gebhard Leberecht von Blücher och den brittiske generalen Wellington får uppdraget att anfalla Napoleon, men denne föregår dem och invaderar Belgien i juni. Vid Waterloo blir Napoleon dock slutgiltigt besegrad och abdikerar för andra gången. Innan dess utser han dock sin fyraårige son Napoleon II till ny kejsare, vilket inte beaktas av någon. Napoleon överlämnar sig nu frivilligt åt britterna, som förvisar honom till ön Sankta Helena i Sydatlanten.

## Födda
- 2 mars 1810 – Leo XIII, påve.

## Avlidna
- 5 februari 1818 – Karl XIII, kung av Sverige och kung av Norge.